# Papengang

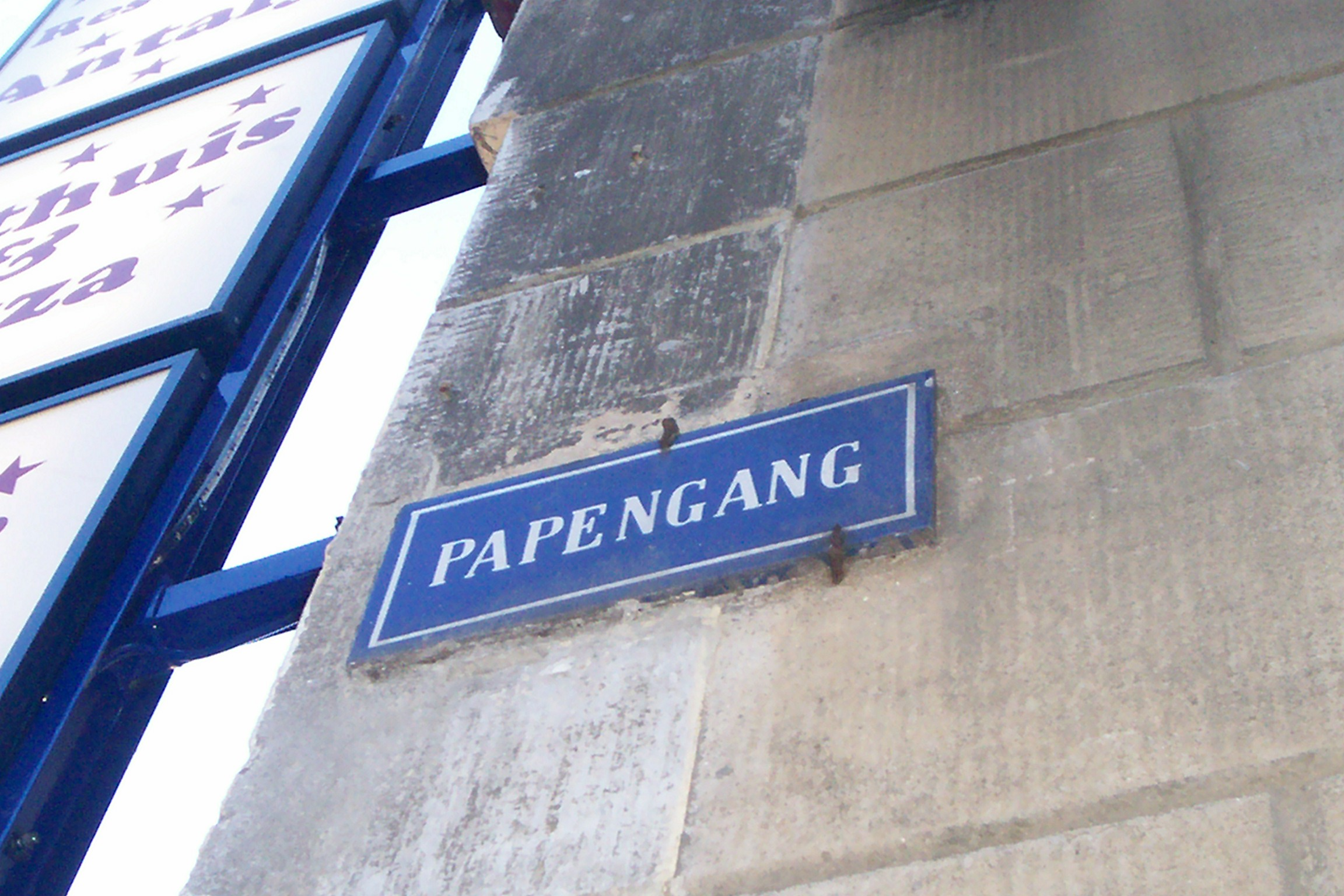
De Papengang

De Papengang is een steegje (in Groningen spreekt men van gang) in de binnenstad van Groningen. De gang loopt van de Oosterstraat naar de Peperstraat.
In het begin van de 18e eeuw noemde men deze gang Sapje- of Sappengang; later komt pas de naam Papengang voor. Dit kwam door de nabijheid van de St. Petrus en Paulus-schuilkerk.
In het begin van de 20e eeuw vestigde de beeldhouwer Johan van Zweden (1896-1975) zich in de Papengang. In 2001 vestigde zich hier een studentenvereniging.

In 2022 kreeg de steeg een opknapbeurt, met nieuwe bestrating en artistieke verlichting. Ook werd oude graffiti vervangen door streetart van verschillende kunstenaars.

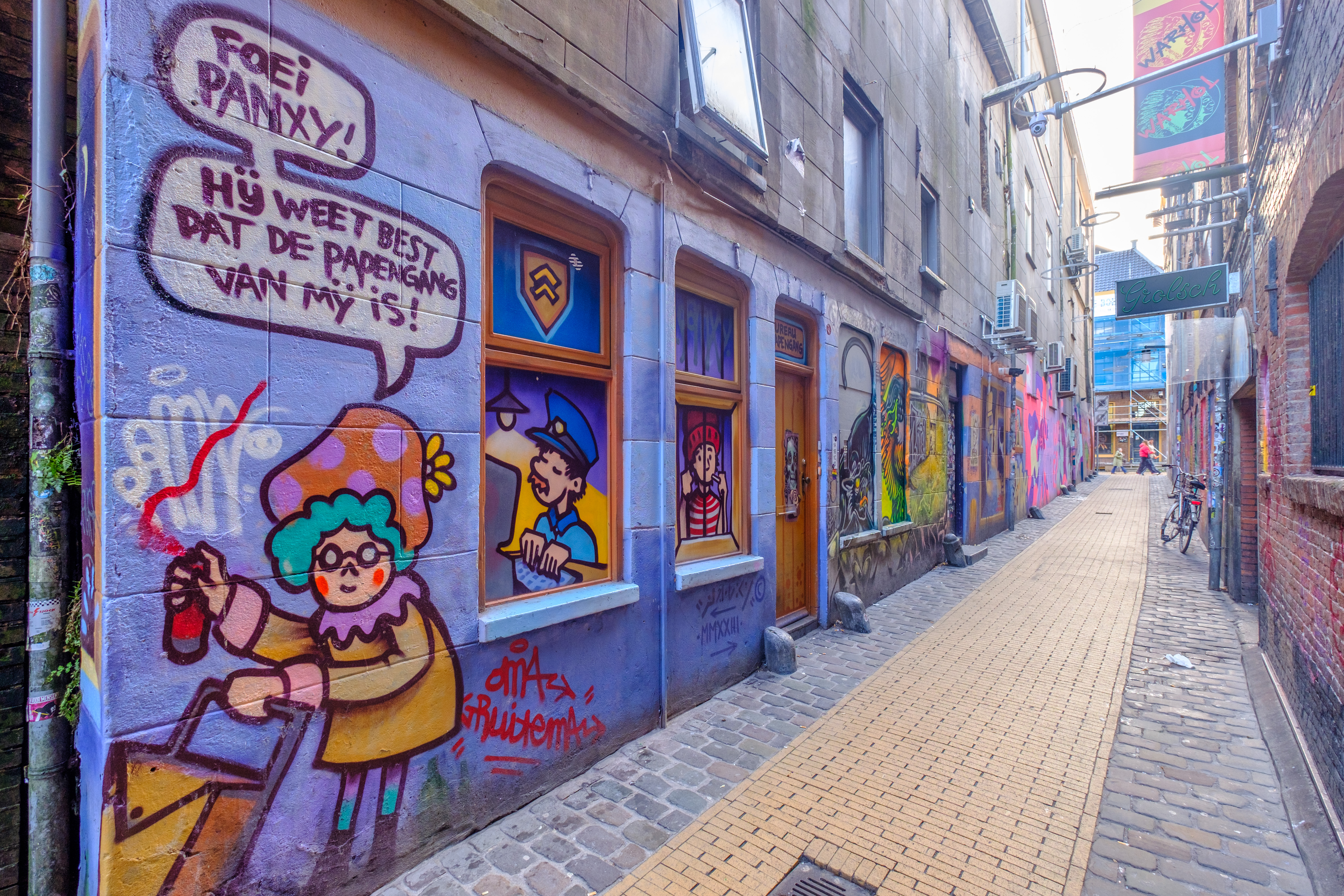
Streetart in de Papengang gezien naar de Peperstraat
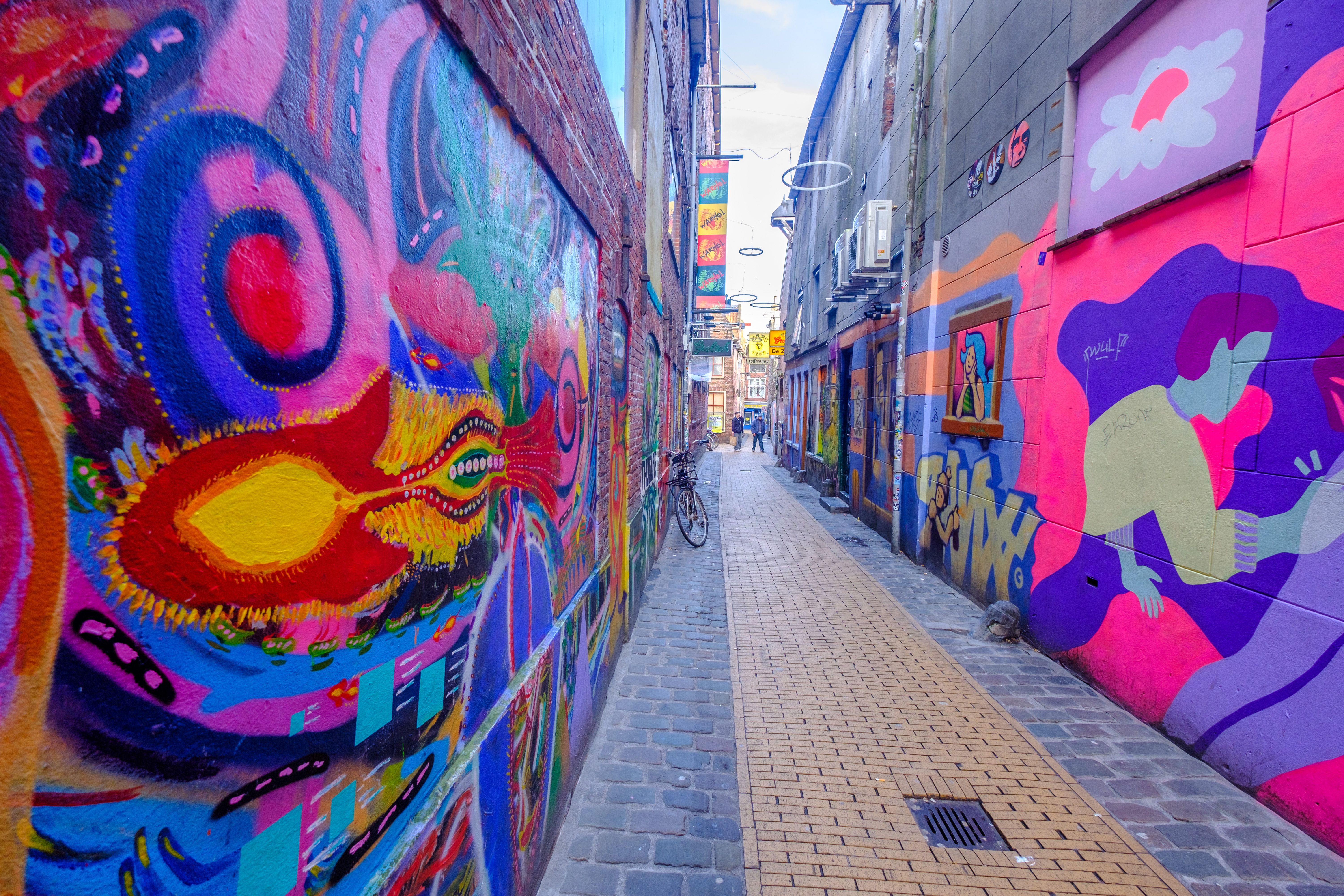
Gezien naar de Oosterstraat
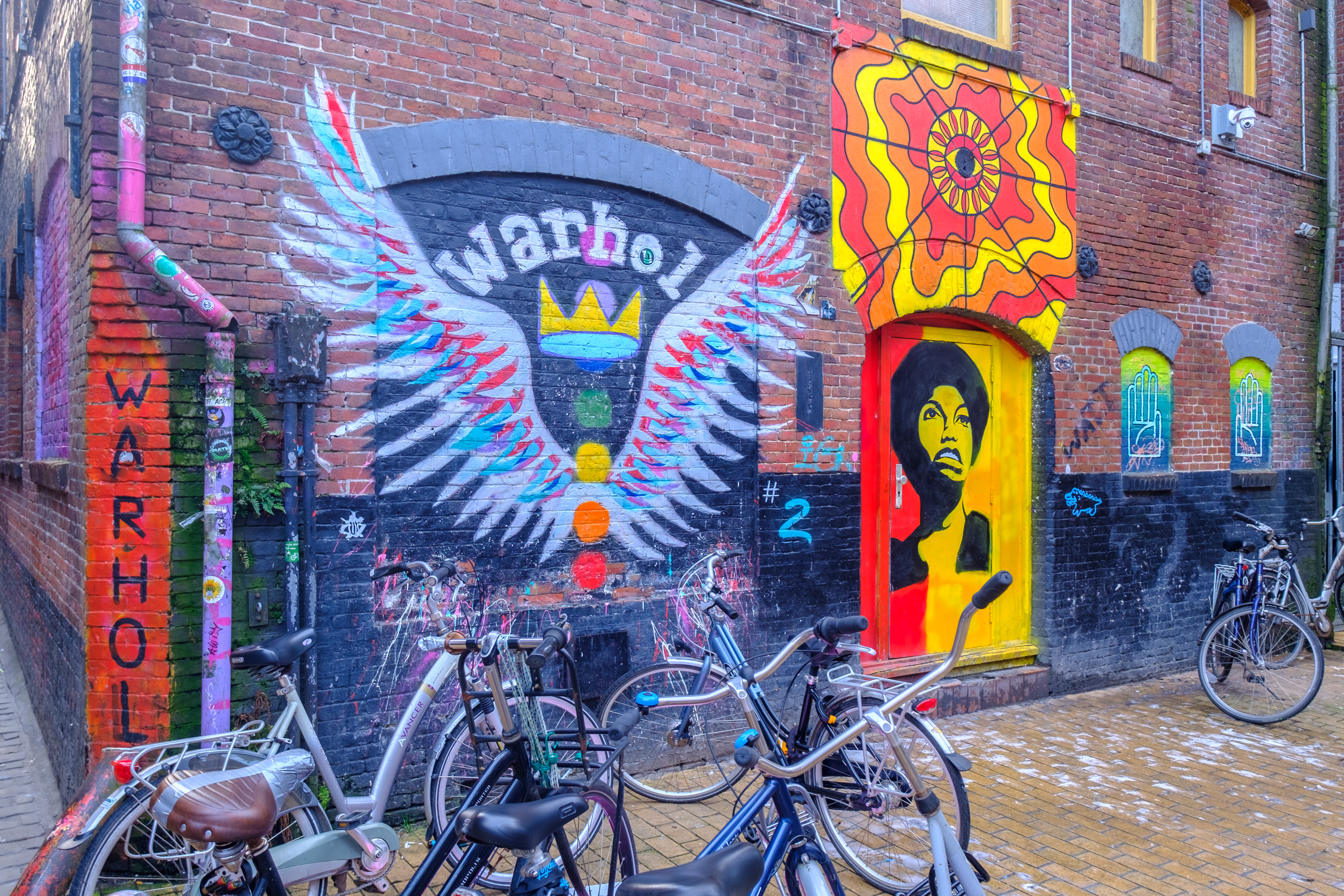
Streetart bij nachtcafé Warhol